# Brevipalpus porca
Brevipalpus porca är en spindeldjursart som beskrevs av Pritchard och Baker 1958. Brevipalpus porca ingår i släktet Brevipalpus och familjen Tenuipalpidae. Inga underarter finns listade.